# Cá mòi mõm tròn
Cá mòi mõm tròn (tên khoa học Nematalosa nasus) là một loài cá di cư cỡ vừa và nhỏ. Chúng phổ biến ở tất cả các vùng biển, nước ngọt và nước lợ trên khắp Ấn Độ Dương -Tây Thái Bình Dương, về phía đông của Biển Andaman, Biển Đông và Philippines đến bán đảo Triều Tiên. Mẫu vật duy nhất được ghi lại từ vùng biển Nam Phi. Loài này được Marcus Elieser Bloch mô tả vào năm 1795.